# Chủ nghĩa vô thần nhà nước

Chủ nghĩa vô thần nhà nước (tiếng Anh: state atheism) là sự kết hợp của chủ nghĩa vô thần tích cực hoặc chủ nghĩa phi thần vào các chế độ chính trị, đặc biệt là liên quan đến các hệ thống của Liên Xô. Ngược lại, nhà nước thế tục thì trung lập chính thức trong các vấn đề tôn giáo, không hỗ trợ tôn giáo cũng như không tôn giáo. Chủ nghĩa vô thần nhà nước có thể đề cập đến một chính phủ hỗ trợ chủ nghĩa bài giáo sĩ, phản đối sức mạnh thể chế tôn giáo và ảnh hưởng về mọi mặt của đời sống xã hội và chính trị, trong đó có sự tham gia của tôn giáo trong đời sống hàng ngày của người dân. Đa số các quốc gia áp dụng chủ nghĩa Marx-Lenin đi theo chính sách tương tự từ năm 1917. Cộng hòa Xã hội chủ nghĩa Xô viết Liên bang Nga (1917 – 1991) và rộng hơn là Liên Xô (1922 – 1991), đã có một lịch sử lâu dài của chủ nghĩa vô thần nhà nước, theo đó những người muốn tìm kiếm thành công xã hội thường phải tuyên bố là vô thần và tránh xa những địa điểm thờ phượng; xu hướng này đã trở nên đặc biệt hiếu chiến trong thời kỳ nắm quyền của Stalin, trong khoảng năm 1929 đến 1939. Liên Xô cố gắng ngăn chặn biểu hiện tôn giáo công khai trên phạm vi ảnh hưởng rộng lớn của nó, bao gồm cả những nơi như Trung Á. Hiện tại, chỉ Trung Quốc, Cuba, Triều Tiên và Việt Nam chính thức là nhà nước vô thần.

## Nhân quyền
Điều 18 của Tuyên ngôn Quốc tế về Nhân quyền được thiết kế để bảo vệ quyền tự do tư tưởng, tín ngưỡng và tôn giáo. Năm 1993, Ủy ban Nhân quyền của Liên Hợp Quốc tuyên bố rằng điều 18 của Công ước Quốc tế về các Quyền Dân sự và Chính trị "bảo vệ các tín ngưỡng hữu thần, phi thần và vô thần, cũng như quyền không tuyên xưng bất kỳ tôn giáo hay tín ngưỡng nào. Ủy ban tiếp tục tuyên bố rằng "quyền tự do có hoặc chấp nhận tôn giáo hay tín ngưỡng nhất thiết đòi hỏi sự tự do để lựa chọn một tôn giáo hay tín ngưỡng nào đấy, bao gồm quyền thay thế tôn giáo hoặc tín ngưỡng hiện tại của người khác hoặc chấp nhận quan điểm vô thần." Các bên ký kết với công ước này bị ngăn cấm việc sử dụng các mối đe dọa gây hại về thể chất hoặc sử dụng hình phạt để buộc các tín hữu hoặc những người không phải tín hữu" phải niệm lại hoặc chuyển đổi niềm tin của họ. Mặc dù vậy, đến năm 2009, các tôn giáo thiểu số vẫn bị bức hại ở nhiều nơi trên thế giới.
Theodore Roosevelt lên án Thảm sát Kishinev năm 1903, thiết lập một lịch sử của các đời tổng thống Mỹ bình luận về tự do tôn giáo nội bộ của các quốc gia nước ngoài. Trong Thông điệp Liên bang năm 1941 của tổng thống Franklin D. Roosevelt, ông đã vạch ra Tứ Tự do, trong đó bao gồm Tự do tín ngưỡng, đây sẽ là nền tảng cho Tuyên ngôn Quốc tế về Nhân quyền và những nỗ lực ngoại giao tương lai của Hoa Kỳ. Jimmy Carter đã yêu cầu Đặng Tiểu Bình cải thiện tự do tôn giáo ở Trung Quốc và Ronald Reagan đã nói với nhân viên Đại sứ quán Hoa Kỳ tại Moskva để giúp những người Do Thái bị quấy rối bởi chính quyền Xô viết. Bill Clinton thành lập Ủy ban Tự do Tôn giáo Quốc tế Hoa Kỳ năm 1998, nhằm sử dụng ngoại giao để thúc đẩy tự do tôn giáo ở các quốc gia đang thực hiện đàn áp.